# Cerianthula canariensis
Espèce
Cerianthula canariensis eest une espèce de cnidaires de la famille des Botrucnidiferidae.

## Systématique
Le nom valide complet (avec auteur) de ce taxon est Cerianthula canariensis Carlgren, 1924.